# Canto a lo Brujo (En Vivo desde Estudio La Fuga)
Canto a lo Brujo, desde el estudio La Fuga es el séptimo disco y cuarto álbum en vivo de la banda de rock chilena Kuervos del Sur, grabado en el verano de 2021. Se trata de una interpretación en vivo del álbum Canto a lo Brujo, lanzado en 2019. Se interpretan los 11 temas en su totalidad. 

## Lista de canciones
| Canto a lo Brujo (En vivo Estudio La Fuga) |                            |          |  |
| N.º                                        | Título                     | Duración |  |
| 1.                                         | «El brujo»                 | 4:22     |  |
| 2.                                         | «El sueño de la Machi»     | 5:08     |  |
| 3.                                         | «Ráfagas»                  | 4:44     |  |
| 4.                                         | «Siglos»                   | 5:20     |  |
| 5.                                         | «Círculo»                  | 5:07     |  |
| 6.                                         | «Ramal»                    | 3:47     |  |
| 7.                                         | «El trueno y el relámpago» | 4:41     |  |
| 8.                                         | «Rayo violeta»             | 4:46     |  |
| 9.                                         | «Rin de las corazonadas»   | 4:12     |  |
| 10.                                        | «El bandido»               | 4:43     |  |
| 11.                                        | «La furia»                 | 5:50     |  |
| 12.                                        | «La caravana»              | 4:43     |  |

## Miembros
- Jaime Sepúlveda, voz.
- Pedro Durán, guitarra.
- César Brevis, bajo.
- Jorge Ortiz, charango y quenas.
- Gabriel Fierro, batería.
- Sebastián Grez Moreno, piano y teclados.
- Grabación y mezcla en vivo por Leo Badinella.

Producido por Kuervos del Sur.